# Meterana dotata
Meterana dotata là một loài bướm đêm trong họ Noctuidae.